# 殘酷大世紀
《殘酷大世紀》（義大利語：Ultime grida dalla savana，直译：「疏林草原上的最后呼喊」）是一部1975年意大利殘酷紀錄片，由安东尼奥·克里马蒂（Antonio Climati）和马里奥·莫拉（Mario Morra）共同制作、编写、剪辑并导演。影片在世界各地拍摄，主题围绕狩猎和人类与动物之间的互动。和许多殘酷电影一样，制作者声称记录了真实、怪诞且暴力的行为和习俗，但其中一些场景实际上是摆拍的。影片旁白是意大利演员及配音员朱塞佩·里纳尔迪（Giuseppe Rinaldi），文字由意大利小说家阿尔贝托·莫拉维亚编写。
这部电影是克里马蒂和莫拉“殘酷大世紀三部曲”的第一部，其他两部是《殘酷大世紀續集》和《殘酷大世紀第2集》。其中，尤以《殘酷大世紀》因其对剝削電影的影响而著称，电影中所用的拍摄技巧后来在许多殘酷电影中被广泛模仿。其中两幕场景——纳米比亚一名游客被狮子袭击和南美一名原住民被雇佣兵杀害——作為人類死亡的真實鏡頭而聲名狼藉。影片还引发了克里马蒂和莫拉团队与卡斯蒂利奥尼（Angelo e Alfredo Castiglioni）兄弟团队之间的竞争，这两个团队成为了殘酷电影第二代的先驱。

## 剧情
影片展示了各类与狩猎有关的场景，通常充满暴力或怪诞，每个情节依次呈现，几乎没有叙事连续性。开场是一位来自巴塔哥尼亞的猎人，他为了生存而猎杀雄鹿。在他追逐、射击并斩首雄鹿时，片头字幕随之出现。接着，影片展示了在科德角举行的反狩猎集会。随后镜头转向野生动物狩猎，展示了一只猴子被猎豹杀死以及松鼠猴被水蚺吞食的情景。主题再次转换，展示了澳大利亚和非洲的大型野生动物社会狩猎场景。澳洲土著用长矛猎杀袋鼠和大型有袋類动物，甚至用回力镖猎杀蝙蝠。非洲土著在草原上猎杀羚羊、水牛和大象。宗教仪式也有所展示：非洲猎人在猎获羚羊后从其内脏中吸食鲜血，而澳大利亚土著则象征性地将猎物埋在沙尘中，以安抚动物的灵魂。最后，两个兄弟因参与一种仪式性的死后食人行为而被捕，他们这样做是为了获得死者的狩猎技能。
接下来是另一些带有宗教色彩的狩猎传统。非洲库鲁族（Kuru）战士执行一种神圣仪式，与大地交合，认为这样会使土地变得肥沃，能够孕育出狩猎的动物。在法国的雄鹿狩猎活动中，狩猎传统则植根于古老的高卢異教信仰，狩猎开始前会举行弥撒，猎人和猎犬一起追捕并最终杀死逃跑的雄鹿。在一场猎狐活动中，野狐协会向猎人提供掺有泻药的葡萄酒并用发情的阿富汗獵狗分散猎狗注意力来干扰狩猎活动。他们的努力随后与物种保护联系起来，为了表明猎人真正关心野生动物保护，阿根廷的猎人捕捉安第斯神鹫并出售给动物园。影片还展示了其他保护工作的片段，如给白犀、灰熊和大象贴标签，使用嗎啡飞镖麻醉牠们。阿根廷鹿和象海豹则被直接制服并标记。随后，非洲的游客观看这些保护活动，旁白称这似乎抑制了动物的暴力本能。结果狮子攻击一名名叫皮特·德尼茨（Pit Dernitz）的游客，这一欺骗行为得以揭露。
另一场反狩猎示威活动成为影片的焦点，这次是在怀特岛郡。示威者自由地赤身裸体进行性行为，与古代对裸露有严格规定的狩猎采集群体形成对比。旁白指出，一旦这些人放弃了狩猎，裸露的规定也随之消失。影片还强调了示威者的矛盾之处，尽管他们反对狩猎，但为了维持他们的生活，成千上万的农场饲养动物不得不被杀死。镜头转向秘鲁企鹅，由于水源污染，牠们无法进行狩猎，显得脱离现实且失去目标。这一影响被类比到现代的爱斯基摩人，他们在家乡发现石油后不再狩猎，陷入了抑郁和消沉。为了逆转这一进程，几群人出发恢复了他们的狩猎方式。接下来是一段持枪的画面，影片将其与男性气概联系在一起，随后展示了非法象牙偷猎。为抵消偷猎导致的猎物数量减少，非洲罗比族（Lobi）战士举行“生命仪式”，用仪式性杖具自慰并将精液倒入河中，期望动物会饮用这些液体并繁殖。接着镜头转向秘鲁草原上的大型电子探测器，用于测量厄尔尼诺风速以确定最佳捕鱼条件。捕鱼鸟类也被电子标签追踪，以便根据鸟类的捕鱼习性确定最佳捕鱼区域。在南美洲的捕鱼狂潮与阿拉斯加的鮭魚洄游相比，科迪亞克棕熊为捕猎而互相争斗。

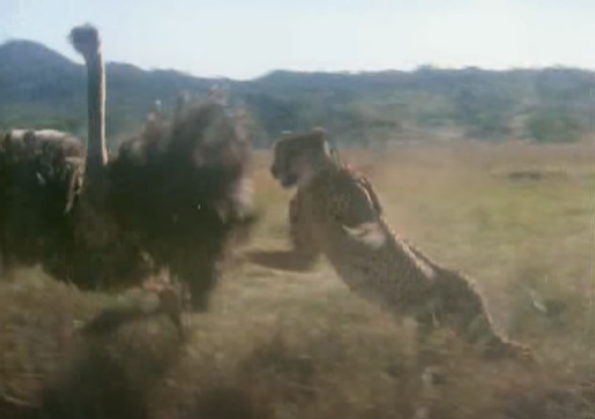
猎豹追逐鸵鸟

接下来是北欧的狩猎传统，猎鹰协助人类捕猎野兔和野鸡等猎物。接下来展示了人与动物的合作，这次是猎豹。为展示猎豹的速度和效力，安排了猎豹追逐鸵鸟的场景，鸵鸟被追杀。随后展示了猎犬在巴塔哥尼亚猎杀野猪，另一场景则展示猎犬猎杀攻击羊群和牧羊人的美洲狮。然而在城市中，流浪狗成为捕狗者的猎物，旁白指出这表明狩猎依然活跃，但猎物变了。印第安人也用狗猎猴，但他们的狩猎活动被类比为雇佣兵为开发土地而猎杀印第安人。在某次事件中，雇佣兵为报复工人死亡而猎杀一群印第安人，其中一人遭受酷刑、被阉割并被杀害。接下来展示了各种野生动物的场景，之后猩猩被捕猎以出售给动物园。影片最后以生态学家埃里克·齐曼（Erik Zimen）与他想要拯救的狼群共同生活的画面收尾，展示了人与动物的共存。